# Life Without Soul
Life Without Soul (letteralmente traducibile Vita senz'anima) è un film muto del 1915, il secondo tratto dal romanzo Frankenstein, o il Prometeo moderno scritto Mary Shelley nel 1816. La pellicola è andata persa. Poiché il primo film in assoluto su Frankenstein (Frankenstein del 1910), era in realtà un cortometraggio, questo è in assoluto il primo lungometraggio (si tratta di 5 rulli) mai realizzato per il cinema sul personaggio creato da Mary Shelley.

## Trama
Victor Frawley, un giovane scienziato, annuncia alla fidanzata Elizabeth Lavenza di aver fatto un'importante scoperta che lui chiama "la chimica della vita". I suoi amici e la famiglia lo avvertono dei pericoli che potrebbe correre, ma lui è impaziente di cominciare l'esperimento. La sera, Victor si addormenta mentre sta leggendo Frankenstein, il romanzo di Mary Shelley e comincia a sognare. Nel sogno, rivive la storia del romanzo con lui nei panni del protagonista. Victor usa la sua pozione per creare una nuova razza forte e invincibile ma senz'anima, la cui brutalità comincia a spaventare lo stesso scienziato. Minacciato dal mostro, Victor crea una compagna per la sua creatura ma poi, temendone la pericolosità potenziale, la distrugge. Il mostro, furioso e vendicativo, uccide la sorella del suo creatore per poi rivolgere la sua furia contro Elizabeth. Victor, disperato, finisce per uccidersi. Poi si sveglia e scopre che è stato tutto un sogno: grato per essere ancora vivo, lo scienziato si precipita in laboratorio dove distrugge la pericolosa pozione.

## Produzione
Il film fu prodotto dall'Ocean Film Corporation.
Venne girato in Georgia, a Dahlonega e in Florida, a Jacksonville e a St. Augustine

## Distribuzione
Distribuito dall'Ocean Film Corporation, il film uscì nelle sale statunitensi nel novembre 1915.